# Pascale Petit
| Pascale Petit                             | Pascale Petit                                    |
| Kattints az alábbi külső linkek egyikére! | Kattints az alábbi külső linkek egyikére!        |
| ----------------------------------------- | ------------------------------------------------ |
| Nem található szabad kép.(?)              |                                                  |
| külső link · jogvédett                    | Kleopátra szerepében, 1962. (A Paris Match képe) |

Pascale Petit, polgári nevén Anne-Marie Petit (Párizs, 1938. február 27.) francia színésznő, énekesnő.

## Élete

### Származása, ifjúkora
Párizs 14. kerületében született  Vaires-sur-Marne-ban nőtt fel, egy nővére és egy fivére mellett.
1956-ban, 18 évesen feleségül ment a nála kilenc évvel idősebb Jacques Portet (1927-2003) színészhez, akitől 1960-ban elvált. Egy Carita kozmetikai szalonban dolgozott fodrászként. Itt figyelt fel rá egy ügyfél, Françoise Lugagne színésznő, Raymond Rouleau író-rendező felesége, aki a lány természetes és vidám viselkedésében meglátta a született tehetséget, és beajánlotta férjének. 1975-ben Rouleau keze alatt debütált kezdő, amatőr filmszínésznőként a Salemi boszorkányok című filmdrámában, Simone Signoret és Yves Montand társaságában. A film forgatókönyvér Jean-Paul Sartre írta, Arthur Miller színműve alapján.

### Színművészi pályája
Természetes tehetség volt, sosem járt színművészi oktatásra. Ennek ellenére azonnal, már 1958-ban drámai főszerepet kapott Alexandre Astruc Egy élet (Une vie) című film klasszikus drámájában, mely Maupassant regényéből készült. Ugyanabban az évben, Marcel Carné rendező Csalók című filmjében nyújtott alakításáért akkora sikert aratott mind a nézők, mind a kritikusok körében, hogy még 1958-ban megkapta a Suzanne Bianchetti-díjat, melyet minden évben a legígéretesebb fiatal színésznőnek adományoztak. Ennek a filmnek bemutatása után a francia filmes világ úgy ünnepelte, mint az egyik legnagyobb tehetségű francia színésznőt. Természetes színjátszó tehetsége és spontán játéka a kor elismert színésznői fülé emelte. Egy gazdag, de szétesett családból szabadulni akaró, de akarata ellenére zárdába kényszerített tizenéves leányt játszott Alberto Lattuada 1960-es filmdrámájában, az Egy novícia levelei-ben. Georges Sadoul kritikus és filmtörténész egyenesen a kor „legjobb adottságokkal megáldott négy legelső színésznője” közé sorolta Petit-t.
- Rita szerepében az Egy novícia levelei c. filmben (1960)
- Belmondóval (j) a novícia-film forgatása idején (1960)

1959-ben, a Moszkvai Nemzetközi Filmfesztiválon megismerkedett Giani Esposito belgiumi francia költő-énekes-dalszerzővel, akihez egy évvel később, 1960-ban, Édouard Molinaro rendező Une fille pour l’été című romantikus vígjátékának forgatása közben feleségül is ment. Több kalandfilmben szerepelt együtt férjével. 1963-ban megszületett egyetlen közös leányuk, Nathalia, aki később Doushka Bojidarka Esposito néven színésznő lett, és húszévesen a Walt Disney Productions franciaországi főmegbízottja lett és nagyszámú gyermek- és ifjúsági hanglemezen szerepelt. Pascale Petit még Esposito felesége volt, amikor Ray Danton amerikai színész-rendezővel folytatott viszonyából 1966-ban megszületett második leánya, Mickaëla (teljes nevén Mickaëla Esposito Danton Kracimira), aki később fotográfus lett. 1969-ben Petit és Esposito házasságát felbontották.
Az 1960-as évek közepén Petit színésznői pályája más irányt vett. Német és olasz B-filmek, könnyű szexkomédiák keresett sztárja lett. Több ilyen jellegű filmvígjátékban együtt szerepelt Tordai Terivel is. Szerepei nagy anyagi és közönségsikert hoztak, de a francia filmesek és mozinézők „elfelejtették”.
Az 1970-es évek elején Petit megkísérelte a visszatérést a francia filmes miliőbe. Komolyabb drámai szerepet vállalt az 1971-es Chronique d′un couple c. filmben, amelynek rendezője és főszereplője is Roger Coggio volt. 1973-ban lemezre énekelte az Il ne reste que moi című sanzont, de az átütő siker elmaradt. Későbbi filmjeiben több figyelemreméltó karakterszerepet is eljátszott, ifjú éveinek sikersorozatát azonban nem tudta megismételni. 2022-ben kiadta önéletrajzi könyvét, Une vie sans tricher (Egy élet csalás nélkül) címmel.

## Főbb filmszerepei
- 1957: Salemi boszorkányok (Les sorcières de Salem); Mary Warren
- 1957: Tahiti ou la joie de vivre; névtelen leány
- 1958: Egy élet (Une vie); Rosalie
- 1958: Csalók (Les tricheurs); Mic
- 1959: Gyenge asszonyok (Faibles femmes); Agathe
- 1959: Julie la rousse; Julienne Lefebvre
- 1960: Une fille pour l’été; Manette
- 1960: Vers l’extase; Catherine
- 1960: Egy éjszaka története (L’affaire d’une nuit); Christine Fiesco
- 1960: Egy novícia levelei (Lettere di una novizia); Margarita „Rita” Passi
- 1961: Les démons de minuit; Daniele
- 1962: Gyávák bandája (Un branco di vigliacchi); Giuditta
- 1962: La croix des vivants; Maria
- 1962: Una regina per Cesare; Kleopátra
- 1964: Comment épouser un premier ministre; Marion
- 1964: Viheltäjät; Pascale Petit (saját nevén)
- 1965: Corrida pour un espion; Pilar Perez
- 1965: Un soir à Tibériade; Sophie Bronti
- 1966: Zwei Girls vom roten Stern; Anja Petrovna
- 1966: Gern hab’ ich die Frauen gekillt; Lotty
- 1967: Fast ein Held; Hélène
- 1967: Susanne, die Wirtin von der Lahn; Caroline
- 1968: Joe… cercati un posto per morire!; Lisa Martin
- 1968: A fogadósnénak is van egy (Frau Wirtin hat auch einen Grafen); Elisa hercegnő
- 1968: Die grosse Treibjagd; Maria
- 1969: I diavoli della guerra; Jeanine Raush
- 1970: Berlin Affair; tévéfilm; Wendi
- 1970: Die Weibchen; Miriam
- 1971: Chronique d’un couple; Nathalie Cantel
- 1972: Boccaccio; Giletta
- 1973: Küçük Kovboy; Maureen
- 1975: Christine; tévésorozat; Teresa
- 1975: Le dolci zie; Benedetta
- 1984: Utolsó játszma (Dernier banco), tévéfilm; Jenny
- 1985: A Strange Love Affair; Ann
- 1987: Der Angriff; Ilse Trapmann
- 1989: Védtelenül (Sans défense); Mireille Rampin
- 1988–1991: Paparoff; tévésorozat; Simone Maurer
- 1992: Eladó város (Ville à vendre); Fernande, az orvos felesége
- 1993: Le réveillon, c'est à quel étage?; tévéfilm; Karine
- 1997: Un coup de baguette magique; tévéfilm; Delphine
- 2001: Szerelmek Saint Tropez-ban (Sous le soleil); tévésorozat; Madame Dumont